# Sylwia Bogacka
Sylwia Katarzyna Bogacka (née le 3 octobre 1981) est une tireuse polonaise à la carabine 10 m et 50 m 3 positions.

## Palmarès

### Jeux olympiques d'été
- Jeux olympiques de 2016 à Rio de Janeiro (Brésil) :
  - 40e place à la carabine à 10m.
- Jeux olympiques de 2012 à Londres (Royaume-Uni) :
  -  Médaille d'argent à la carabine à 10m[1]
- Jeux olympiques de 2008 à Pékin (Chine) :
  - 10e place à la carabine 3 positions.
  - 8e place à la carabine à 10m[2].
- Jeux olympiques de 2004 à Athènes (Grèce) :
  - 17e place à la carabine 3 positions

### Championnats du monde de tir
- 2006 à Zagreb, en Croatie
  -  Médaille d'argent en 50m, 3 positions

### Championnats d'Europe de tir
- Médaille d'argent en équipes, en 2008
- Médaille d'argent en équipes, en 2005